# Poruchy chování
Chování je způsob, jakým se jedinec projevuje navenek, tedy to, co ostatní vidí a vnímají. Každá společnost má své hodnoty, vzorce a normy, na základě kterých se hodnotí, jaké chování je slušné anebo vhodné. Chování jedince je ovlivněno také výchovou, tj. během jeho vývoje. V určitých vývojových obdobích může docházet k různému chování, které lze ale považovat vzhledem k určitému vývojovému období za přirozenou součást vývoje jedince. Pokud toto chování není usměrňované vhodnými způsoby, může přerůst v poruchu chování.

## Charakteristika poruch chování
Poruchou chování se rozumí jen negativní (pozorné/tj. ne ty pozitivní) odchylky chování jedince od normy, kterou je to, co jako běžné hodnotí a očekávají jiné osoby a skupiny. Poruchou chování je tedy takové chování, které porušuje sociální normy (dobré mravy, platný oprávněný právní řád včetně zákonů, n/etiketu, ...).
Vágnerová charakterizuje poruchy chování jako „odchylky v oblasti socializace, kdy jedinec není schopen respektovat normy chování na úrovni odpovídající jeho věku, eventuálně na úrovni svých rozumových schopností.“
Dle Klímy jsou poruchy chování charakteristické takovými „projevy jedince, které se vymykají přiměřenému chování dané věkové a sociokulturní skupiny.“

## Rozdělení

### Podle Mezinárodní klasifikace nemocí
Poruchy chování a emocí lze členit podle Mezinárodní klasifikace nemocí:
F 91.0 porucha chování ve vztahu k rodině (často směřuje k nevlastnímu rodiči)
F 91.1 nesocializovaná porucha chování (samotářství, agresivita ke spolužákům atd.)
F 91.2 socializovaná porucha chování (např. dítě je bezproblémové k vrstevníkům, ale s dospělými má konflikty)
F 91.3 porucha opozičního vzdoru (vyznačující se vzdorovitým a provokativním chováním bez známek agresivity)
F 91.8 jiné poruchy chování (např. denní či noční enkopréza a enuréza)
F 91.9 porucha chování nespecifikovaná.

### Podle stupně společenské závažnosti
Disociální chování – nepřiměřené, nespolečenské chování, jehož projevy jsou krátkodobé, typické pro určité věkové období a které se dá zvládnout přiměřenými pedagogickými postupy. Jde o chování, které je na hranici normy a neškodí okolí. Patří sem neposlušnost, vzdorovitost, negativismus, lži, kázeňské přestupky proti školnímu řádu apod. Často se jedná o projevy chování typické pro dané vývojové období anebo se jedná o průvodní jev jiného primárního postižení (LMD, neuróza apod.). Často jde o chování přechodné, které vymizí samo nebo za pomoci odborníků.
Asociální chování – patologické chování, které je v rozporu s morálkou a sociálními normami dané společnosti, ale zatím ovlivňuje pouze samotného jedince. Patří sem záškoláctví, alkoholismus, toxikomanie, demonstrativní sebepoškozování, tabakismus, gamblerství, jiné typy závislostí apod. Náprava jedince vyžaduje speciálněpedagogický přístup (poradenství, ústavní péče, terapeutické komunity apod.).
Antisociální, tj. protispolečenské chování – chování, které kromě morálních a sociálních norem porušuje i normy právní. Toto chování už nepoškozuje jen jedince, ale i jeho okolí. Často navazuje na chování asociální. Patří sem krádeže, vandalismus, loupeže, sexuální delikty, únosy, vydírání, zabití, vraždy, terorismus, podvody, organizovaný zločin (zločinná spolčení) atd., přičemž se nejčastěji děje opakovaně, tj. dlouhodobě, organizovaně, více, či méně systematicky a obsahuje kombinace trestných činů. Náprava jedince se uskutečňuje prostřednictvím ústavní péče (školská zařízení nebo vězení).

### Z hlediska věku
6–15 let
Toto období je pro jedince velmi náročné, začíná nástupem do školy a končí pubertou. Dítě se nástupem do školy musí neustále přizpůsobovat, podřizovat, začleňovat, a u některých dětí se může objevit strach ze školy, učitele, spolužáků, což může vést až k záškoláctví, neposlušnosti, vyrušování anebo lžím apod. V období puberty dochází u jedince k fyzickým a psychickým změnám, které mohou mít vliv na dětskou delikvenci, jejímž znakem je skupinovost, spontánnost, malá připravenost a promyšlenost.
15–18 let
V tomto období se formují hlavní rysy osobnosti. Dochází k sociálním změnám. Dochází k vytváření part, které silně jedince ovlivňují (k tomu viz Syndrom skupinového myšlení (Groupthink)), stejně jako jeho vrstevníci. U těchto jedinců dochází k trestným činům, jako je násilí proti jednotlivci či skupině, výtržnictví, opilství, rozkrádání anebo neoprávněné užívání motorového vozidla apod.
18 let a dále
Patří sem jedinci s opakovanou trestnou činností.

### Podle převládající složky osobnosti
Toto hledisko se více používá u mládeže a dospělých než u dětí, neboť jejich osobnost se ještě utváří.
Klasifikace dle Kalibána (1978):
- Jedinci, jejichž antisociální projevy a jednání jsou projevem nevyrovnanosti v období puberty a adolescence.
- Osoby s neurotickými problémy.
- Osoby s psychopatickým vývojem.
- Jedinci s LMD terénem.
- Jedinci s duševním či jiným postižením.

V současné době je preferována klasifikace Vocílky (1994), který člení problémové jedince s poruchami chování podle převládající složky osobnosti dělí na osoby
1. neurotické,
2. psychopatické,
3. sociálně nepřizpůsobivé,
4. osoby se sníženými rozumovými schopnostmi
5. a osoby s kombinací výše uvedených poruch chování.[5]
6. plus děti se syndromem LMD

Mezi hlavní příznaky LMD pro vznik poruch chování patří zejména
1. nízká frustrační tolerance,
2. zvláštnosti v citové oblasti,
3. změny osobnosti neodpovídající sociálnímu chování daného věku,
4. problémový kontakt s okolím,
5. apod.

Pro tyto jedince je důležitý především
1. speciální pedagogický přístup,
2. přesně čili správně, potažmo co nejpřesněji stanovená diagnóza,
3. náležitá, tj. zvýšená přiměřená pozornost,
4. trpělivost
5. atd.

## Použitá literatura
- MAZÁNKOVÁ, Libuše. Typologie výchovných potíží. Brno: Institut mezioborových studií Brno, 2007, 46 s.
- POTMĚŠILOVÁ, Petra. Speciální pedagogika nejen pro sociální pedagogy. 1. vyd. Praha: Parta, 2013, 186 s. ISBN 9788073201791.
- SLOWÍK, Josef. Speciální pedagogika: prevence a diagnostika, terapie a poradenství, vzdělávání osob s různým postižením, člověk s handicapem a společnost. Vyd. 1. Praha: Grada, 2007, 160 s. ISBN 9788024717333.
- KOLEKTIV AUTORŮ. Základy speciální pedagogiky. Brno: Institut mezioborových studií Brno, 2003, s. 214.
- MONATOVÁ, Lili. Pedagogika speciální. Vyd. 1. Brno: Masarykova univerzita v Brně, c1994, 199 s. ISBN 8021010096.